# Iridopelma zorodes
Iridopelma zorodes es una especie de araña que pertenece a la familia Theraphosidae (tarántulas).

## Fuente
- Iridopelma zorodes en Exotic Animals.org Archivado el 12 de enero de 2012 en Wayback Machine.